# Actinomycose
 Mise en garde médicale
Une actinomycose est une infection, causée par une bactérie anaérobie (un actinomycète) : Actinomyces israelii, on la trouve à l'état non pathologique dans la cavité buccale ou la cavité nasale. L'actinomycose peut se présenter comme une « pseudo-tumeur » inflammatoire localisée dans un tissu sous-cutané, généralement le visage ou le cou. Il existe cependant d'autres formes, souvent plus graves, pulmonaires, abdominales ou cérébrales. La maladie se développe souvent à la suite d'un traumatisme buccal, notamment tel qu'un abcès dentaire, une chirurgie dentaire. Elle n'est pas contagieuse.

## Signes et symptômes
La maladie est caractérisée par la formation d'abcès très douloureux localisé dans la bouche, les poumons, ou dans l'appareil digestif humain. Les abcès d'actinomycose s'élargissent au fur et à mesure que la maladie progresse, souvent pendant des mois. Dans de sévères mesures, ils pénètrent dans les os ou les muscles et se rompent ensuite pour libérer du pus.

## Traitement
Les actinomyces (bactéries responsable de la maladie) sont généralement sensibles à l'injection de pénicilline, habituellement utilisé pour traiter l'actinomycose. Lors d'allergie à la pénicilline, la doxycycline est utilisée. Les sulfonamides tels que le sulfaméthoxazole peuvent être utilisés comme remèdes alternatifs à la dose quotidienne de 2-4 grammes. La réponse au traitement est lente et peut prendre plusieurs mois.